# Église Sainte-Marie-Majeure d'Acquaviva delle Fonti
 (mars 2016).
Si vous disposez d'ouvrages ou d'articles de référence ou si vous connaissez des sites web de qualité traitant du thème abordé ici, merci de compléter l'article en donnant les références utiles à sa vérifiabilité et en les liant à la section « Notes et références ».
Pour les articles homonymes, voir Église Santa Maria Maggiore.
L'église Sainte-Marie-Majeure (italien : chiesa di Santa Maria Maggiore) est un lieu de culte catholique de Acquaviva delle Fonti dans les Pouilles en Italie, situé dans la Via Sannicandro.

## Histoire
L'histoire de l'église Santa Maria Maggiore est liée à l'histoire du couvent des Pères franciscains Zoccolanti. Les sources nous disent que le couvent de Santa Maria Maggiore, à Acquaviva delle Fonti, était le huitième couvent fondé dans la province de Saint Nicolas, l'actuelle ville métropolitaine de Bari. Le monastère avait 15 moines en 1525.
La construction de l'église actuelle a commencé au début du XVIIe siècle. Il ne fut consacré que le 30 août 1620, comme c'est indiqué par une inscription qui se trouvait derrière le maître-autel de l'église, et qui est encore conservée aujourd'hui. L'église Santa Maria Maggiore, est en style baroque. La façade est de la fin de la Renaissance, tout en pierre, et il y a trois fenêtres ; sur le portail il y a une lunette avec un bas-relief réalisé par le canonique Giuseppe De Lucce en 1925, représentant la Vierge trônant avec l'Enfant sur ses genoux entre saint François d'Assise et saint Antoine de Padoue. L'arrière de l'église faisait probablement partie de l'église primitive. Le style, à l'origine de la Renaissance, a ensuite été modifié par l'ajout des stucs baroques.